# 光武街道 (项城市)
光武街道，是中华人民共和国河南省周口市項城市下辖的一个乡镇级行政单位。

## 行政区划
光武街道下辖以下地区：
荣楼村、邝庄村、解庄村、刘冢村、蛤蟆寨村、郑营村、邓湾村、刘香庄村和东风村。